# Taiji Arita
Taiji Arita (有田 泰而, Arita Taiji) (31 janvier 1941 - 17 juillet 2011) est un photographe japonais qui expose des nus non commerciaux et d'autres travaux, et plus tard un peintre et sculpteur.

## Biographie
Taiji Arita naît le 31 janvier 1941 dans ce qui est à présent la ville de Kitakyūshū au Japon. Après avoir brièvement étudié le droit à l'université Chūō, il choisit de poursuivre plutôt une carrière de photographe et étudie auprès de Yasuhiro Ishimoto à l'université de photographie de Tokyo.
De 1964 à 1966 Arita travaille au Nippon Design Center et de 1967 à 1977 il est pigiste pour de nombreux éditeurs et l'industrie de la publicité en travaille aussi en tant que caméraman de film.
En 1977, Arita publie First Born, une série d'images en noir et blanc et couleur de sa première femme et de son fils prises sur trois ans. Cette même année, Arita quitte Tokyo pour l'Ontario où il continue son travail comme photographe indépendant pour les secteurs canadiens et japonais de la publicité et de l'édition.
En 1980, il retourne à Tokyo et ouvre le studio Arita, spécialisé dans la photographie pour la publicité et l'édition ainsi que le cinéma pour des publicités télévisées. Parmi ses assistants photographiques figure Yoshihiko Ueda. Il épouse Masako Koiso en 1984.
À partir de 1980, Arita commence à peindre à l'huile tout en continuant d'être actif en tant que photographe. En 1988, il publie The Forest of the Naked, une collection de 71 tableaux du corps humain dans des positions contorsionnées. Les peintures d'Arita sont similaires à ses photographies dans la transformation du corps physique en parties d'un objet.
Pour Arita, l'art n'est pas seulement la peinture, la sculpture ou la photographie mais plutôt une façon de vivre. Bien qu'ayant atteint le succès professionnel au Japon, il devient désabusé. Il aspire à une existence plus libre dans laquelle il pourrait créer pour le plaisir de créer. En 1991, il quitte Tokyo pour la Californie du Sud où il travaille comme photographe et vidéaste pour les éditeurs et les sociétés de radiodiffusion de télévisions japonaises et commence à passer plus de temps à créer des peintures et des sculptures.
En 2000, Arita se déplace vers la zone côtière du comté de Mendocino dans le nord de la Californie pour commencer une vie consacrée uniquement à la création artistique avec sa seconde épouse Masako. Il conçoit et construit une maison et un studio où, avec Masako, il crée son dernier œuvre, Fruit of the Redwoods, en utilisant du bois de sequoia récupéré des restes d'arbres âgés de 1000 ans. Ce projet est devenu un point de référence pour plusieurs des menuisiers de la région, dont un grand nombre a étudié au Fine Wood Working Program fondé par James Krenov (en).
Arita meurt à Fort Bragg en Californie le 17 juillet 2011 à l'âge de 70 ans. Une édition posthume du folio First Born d'Arita est entreprise par Yosihiko Ueda à la fin de 2011 pour publication en novembre 2012 avec des expositions à Tokyo et Paris Photo 2012. Pure : Taiji Arita in California: Life and Work est publié en 2012, qui raconte photographiquement les vingt dernières années de la vie d'Arita.

## Expositions solo
- 1977 Fāsuto bōn (ファーストボーン?) / First Born. Ginza salon Nikon, Tokyo[7],[8].
- 1980 Arita Taiji shashinten (有田泰而写真展?) / Retrospective. Photo Gallery International, Tokyo[8].
- 1982 The Photographs of Taiji Arita. Photo Gallery International, Tokyo  (photographies)
- 1982 18 Paintings. Tokyo Designer’s Space, Tokyo (peintures)[8].
- 1983 Sutorīto faito (ストリート・ファイト?) / Street Fight. Tokyo Designer’s Space, Tokyo (paintings and photographs)[8]
- 1983 Serufu pōtorēto (セルフポートレート?) / Self Portraits. Polaroid Gallery, Tokyo[8].
- 1984 Hyakka ryōran: Nihon no ie (百花繚乱：日本の家?) / "Extravaganza: Japanese Buildings". Pentax Forum, Tokyo[8].
- 1988 Rasha no mori (裸者の森?) / Forest of the Naked. Seed Hall, Tokyo (peintures)[8],[9].
- 1989 Akai tsuchi (赤い土?) / Red Earth. Gallery Face, Tokyo (peintures)[8].
- 2000 Forest of the Naked 2. The Loft Gallery, Santa Monica, CA (peintures)
- 2007 Ovalism. North Coast Artists Gallery, Fort Bragg, CA (peintures)
- 2008 Prime. Art3g, Fort Bragg, CA (peintures et sculptures).
- 2009 Fruit of the Redwoods (avec Masako Arita). Art3g, Fort Bragg, CA (reliefs).

## Expositions de groupe (sélection)
- 1978 Japan: A self portrait, International Center for Photography, New York (photographies)[7].
- 1986 Sūpā imēji no sekai (スーパー・イメージの世界?) / Works in 20x24 Polaroid, Seed Hall, Tokyo (photographies)[8].
- 1991 Nihon no shashin, 1970 jidai: Tōketsu sareta 'toki' no kioku (日本の写真、1970年代：凍結された「時」の記憶?) / Japanese Photography in the 1970s: Memories Frozen in Time. Musée métropolitain de photographie de Tokyo[8].
- 2007 One art3g, Fort Bragg, CA (peinture).
- 2007 The Power of Six, Odd Fellows Hall, Mendocino, CA (sculpture)
- 2007 Found Objects, North Coast Artists Gallery, Fort Bragg, CA (sculpture)
- 2008 Green Bones (avec Harry Albrecht), art3g, Fort Bragg, CA (peintures).
- 2010 Out of the Woods, NorthCoast Artist Gallery, Fort Bragg CA (reliefs)
- 2010 Pas de Deux, Odd Fellows Hall, Mendocino CA (peintures).
- 2010 New American Art, Odd Fellows Hall, Mendocino CA (peintures)[10].
- 2010 Watakushi o mite: Nūdo no pōtoreito (私を見て！ヌードのポートレイト?). Musée métropolitain de photographie de Tokyo[11].
- 2011 Work & Love, Mendocino Art Center, Mendocino CA (peintures & reliefs)[12].
- 2012 Taiji Arita Memorial Retrospective & Group Show Odd Fellows Hall, Mendocino CA (sketches, peintures & sculptures) [13].

## Collections permanentes
- Musée métropolitain de photographie de Tokyo[14]
- Sapporo Art Park (Sapporo)[15]

## Publications avec des œuvres d'Arita
- First Born, publié en feuilleton dans Camera Mainichi, mai 1973 - février 1975.
- Shōji Yamagishi, ed. Japan: A Self-Portrait. New York : International Center of Photography, 1979.  (ISBN 0-933642-01-6) /  (ISBN 0-933642-02-4). (This should not be confused with the 2004 book Japan, a Self-Portrait: Photographs 1945–1964, ed. Osamu Hiraki and Keiichi Takeuchi.)
- Rasha no mori: Arita Taiji, 1981-1987 (裸者の森　有田泰而、1981--1987?) / The Forest of the Naked: Taiji Arita, 198-1987. Tokyo: Libro Port, 1988.  (ISBN 4-8457-0321-1). Album de peintures.
- Nihon no shashin, 1970 jidai: Tōketsu sareta "toki" no kioku (日本の写真、1970年代：凍結された「時」の記憶?) / Japanese Photography in the 1970s: Memories Frozen in Time. Musée métropolitain de photographie de Tokyo, 1991(ja + en) p. 98-107.
- Nihon nūdo meisakushū (日本ヌード名作集?), Japanese nudes). Camera Mainichi bessatsu. Tokyo: Mainichi Shinbunsha, 1982.  (ja) p. 246, 47.
- PURE Taiji Arita in California: Life & Work: Blurb Books, 2012,  ed. Inga Peterson and Jason Cowan. Chronique photographique de la vie quotidienne et du travail d'Arita de 1991 à 2011[16].